# آنخلس گونسالس سینده
آنخلس گونسالس سینده (اسپانیایی: Ángeles González-Sinde‎؛ زادهٔ ۷ آوریل ۱۹۶۵) سیاستمدار، فیلم‌نامه‌نویس و کارگردان اهل اسپانیا است. او از آوریل ۲۰۰۹ تا دسامبر ۲۰۱۱ به عنوان وزیر فرهنگ دولت اسپانیا خدمت کرد.
از فیلم‌ها یا مجموعه‌های تلویزیونی که وی در آن‌ها نقش داشته است، می‌توان به بخت نیک و «یک حرف از تو» اشاره نمود.